# Klíčany
Klíčany är en ort i Tjeckien.   Den ligger i regionen Mellersta Böhmen, i den centrala delen av landet, 13 km norr om huvudstaden Prag. Klíčany ligger 274 meter över havet och antalet invånare är 294.
Terrängen runt Klíčany är platt. Runt Klíčany är det mycket tätbefolkat, med 1 754 invånare per kvadratkilometer. Närmaste större samhälle är Prag, 12,7 km söder om Klíčany. Trakten runt Klíčany består till största delen av jordbruksmark.